# Moranbah
Moranbah est une ville de la région d'Isaac dans le Queensland, en Australie.